# Саракташский поссовет
Саракташский поссовет — сельское поселение в Саракташском районе Оренбургской области Российской Федерации.
Административный центр — посёлок Саракташ.

## История
Статус и границы сельского поселения установлены Законом Оренбургской области от 2 сентября 2004 года № 1424/211-III-ОЗ «О наделении муниципальных образований Оренбургской области статусом муниципального района, городского округа, городского поселения, установлении и изменении границ муниципальных образований»

## Население
| 2010    | 2012    | 2013    | 2014    | 2015    | 2016    | 2017    |
| ------- | ------- | ------- | ------- | ------- | ------- | ------- |
| 17 235  | ↗17 318 | ↗17 494 | ↗17 635 | ↗17 660 | ↗17 702 | ↘17 588 |
| 2018    | 2019    | 2020    | 2021    |         |         |         |
| ↘17 393 | ↘17 150 | ↘16 998 | ↗18 789 |         |         |         |

## Состав сельского поселения
| № | Населённый пункт | Тип населённого пункта          | Население |
| - | ---------------- | ------------------------------- | --------- |
| 1 | Саракташ         | посёлок, административный центр | ↗18 789   |